# ISO 20022
ISO 20022 — международный стандарт обмена электронными сообщениями между организациями финансовой отрасли. На май 2022 года стандарт используют более 70 стран.

## Содержание стандарта
В стандарте определяются подходы к построению бизнес-моделей, правила описания бизнес-процессов, порядок проектирования схем и форматов сообщений и их описания, а также регламентируются процессы публикации документации по стандарту и базовые правила его сопровождения. Первая редакция стандарта была выпущена в 2008 году и состояла из 6 частей.
Текущая редакция стандарта ISO 20022 «Финансовые услуги — Универсальная схема сообщений для финансовой отрасли» была опубликована в мае 2013 года и состоит из 8 частей.
- ISO 20022-1: Метамодель (Metamodel)
- ISO 20022-2: UML-профайл
- ISO 20022-3: Процесс моделирования
- ISO 20022-4: Формирование схем XML
- ISO 20022-5: Обратное проектирование
- ISO 20022-6: Характеристики транспортировки сообщений
- ISO 20022-7: Правила регистрации
- ISO 20022-8: Формирование ASN.1

По методологии ISO 20022 моделирование проводится путем структурирования объектов стандартизации и данных о них по принципу «сверху вниз» или «от общего — к частному». При моделировании выделяются четыре основных этапа (обзорный, концептуальный, логический и физический), соответствующие четырем различным уровням детализации, на которых рассматриваются изучаемые объекты.
Бизнес-модели строятся с использованием специализированного языка UML, который позволяет формировать наглядные графические диаграммы и схемы обмена сообщениями.
В качестве синтаксиса используется современный и гибкий язык XML. Схемы сообщений представляют собой XML-файлы (XSD), которые могут просматриваться с помощью программных средств различных разработчиков.
Стандарт включает в себя сообщения по основным бизнес-областям финансовой индустрии:
- Платежи и расчеты (инициирование платежей, платежный клиринг и расчеты, управление денежными средствами, ведение переписки по расследованиям и нештатным ситуациям);
- Ценные бумаги (заключение сделок с ценными бумагами, расчеты и выверка расчетов, залоговые операции, клиринг по ценным бумагам, корпоративные действия и голосование по доверенности);
- Торговые операции;
- Пластиковые кредитовые и дебетовые карты (платежи по картам и управление терминалами);
- Конверсионные операции.

Также в стандарте описываются базовые требования, которые предъявляются бизнес-процессами к транспортной системе передачи сообщений для обеспечения успешного функционирования этих процессов, и требования по обеспечению безопасности системы доставки сообщений.
Стандарт является открытым, документация публикуется в открытом доступе на специальном сайте (https://www.iso20022.org/). В состав документации могут входить описания бизнес-процессов и различных сценариев документооборота по отдельным видам операций в финансовой области, назначения и правил применения отдельных сообщений, XML-схемы сообщений, текстовое описание схем сообщений и при необходимости конкретные примеры сообщений. На сайте размещен репозиторий, в котором содержатся зарегистрированные сообщения и составляющие их компоненты и элементы.
Стандарт регламентирует порядок внесения предложений по разработке новых сообщений, их регистрации, а также по внесению изменений в зарегистрированные сообщения путем официального оформления Запросов об изменении, которые проходят официальные стадии согласования и утверждения как в ТК68 и Уполномоченном органе по регистрации, так и с локальными финансовыми сообществами отдельных стран.

## Органы стандартизации
Стандарт ISO 20022 был разработан Техническим комитетом (ТК) № 68 Международной организации по стандартизации (ИСО).
Уполномоченным органом по регистрации и сопровождению стандарта ISO 20022 является СВИФТ (Сообщество всемирных интербанковских финансовых телекоммуникаций — от английского Society for Worldwide Interbank Financial Telecommunications — SWIFT). В состав Регистрирующего органа (RMG) входят 64 эксперта из более 20 стран и 10 крупнейших организаций, таких как Банк международных расчётов, Clearstream, Euroclear, Европейский центральный банк, FpML, SWIFT, VISA и др.
В настоящее время стандарт ISO 20022 поэтапно внедряется участниками мирового финансового сообщества, международными расчетно-клиринговыми организациями, национальными центральными банками и центральными депозитариями целого ряда стран.
В развитии ISO 20022 участвуют следующие организации: FIX Protocol Limited (Financial Information eXchange), ISDA — Международная ассоциация по свопам и деривативам (International Swaps and Derivatives Association) (FpML), ISITC, Omgeo (американская финансовая компания, принадлежащая DTCC (Депозитарная Трастовая Клиринговая компания в США) и обеспечивающая обработку и обмен информацией между управляющими компаниями и брокерами/дилерами), SWIFT и VISA.
В Российской Федерации внедрением стандарта ISO 20022 занимаются следующие организации:
- Банк России
- Национальный Расчетный Депозитарий
- Национальный Платежный Совет
- Российская Национальная Ассоциация SWIFT (РОССВИФТ)

Центрами компетенции по стандарту ISO 20022 в России являются Банк России и РОССВИФТ.
В 2012 г. при РОССВИФТ на базе более чем 30-ти ведущих российских банков, корпораций и ИТ-компаний была создана Рабочая группа по взаимодействию банков и корпораций (RU-СMPG). В ней приняли участие и представители Банка России, и представители Московского офиса СВИФТ. Экспертами RU-CMPG были разработаны Рекомендации по использованию стандартов ISO 20022 для передачи финансовых сообщений между банком и корпорацией с учетом требований национальной платежной системы (ISO20022.RU), которые регулярно актуализируются с учетом изменений стандарта, законодательства и российской и международной практик.
Дополнительно к платежным сообщениям по инициативе РОССВИФТ и RU-CMPG были разработаны и зарегистрированы в ISO новые типы сообщений, предназначенные для обеспечения функций валютного контроля. Впервые в международном стандарте ISO появились разработанные Россией сообщения, которые ранее не были стандартизованы ни в одном международном стандарте.
RU-CMPG также осуществил публикацию правил ISO20022.RU и поддерживает ее в актуальном состоянии в разделе международного форума Common Global Implementation Market Practice Group (CGI-MP) — https://www.swift.com/standards/market-practice/common-global-implementation. Целью этого форума является выработка и сопровождение единых рекомендаций по использованию сообщений стандарта ISO 20022 с учетом национальных практик.
В 2016—2017 годах осуществляется внедрение этих сообщений в практику ряда российских банков, корпораций и разработчиков программного обеспечения.
Эксперты РОССВИФТ принимают участие в работе Подкомитета 3 и Технического Комитета 122 Банка России, а также Рабочей группы Подкомитета 3 по разработке стандартов Национальной платежной системы с использованием сообщений ISO 20022. Представитель ТК 122 Банка России входит в состав ТК 68 ISO.
Более полное описание стандарта ISO 20022 доступно на английском языке.